# Bassenge (Belgien)
Bassenge (niederl./deutsch: Bitsingen; wallonisch: Bassindje) ist eine belgische Gemeinde in der Provinz Lüttich.

## Geographie

### Gemeindegliederung
Die Gemeinde wird vom Flüsschen Geer (niederländisch: Jeker) durchflossen. Sie besteht aus den Ortschaften Bassenge (Bitsingen), Boirs, Eben-Emael, Glons (Glaaien), Roclenge-sur-Geer (Rukkelingen-aan-de-Jeker) und Wonck.

### Bilder

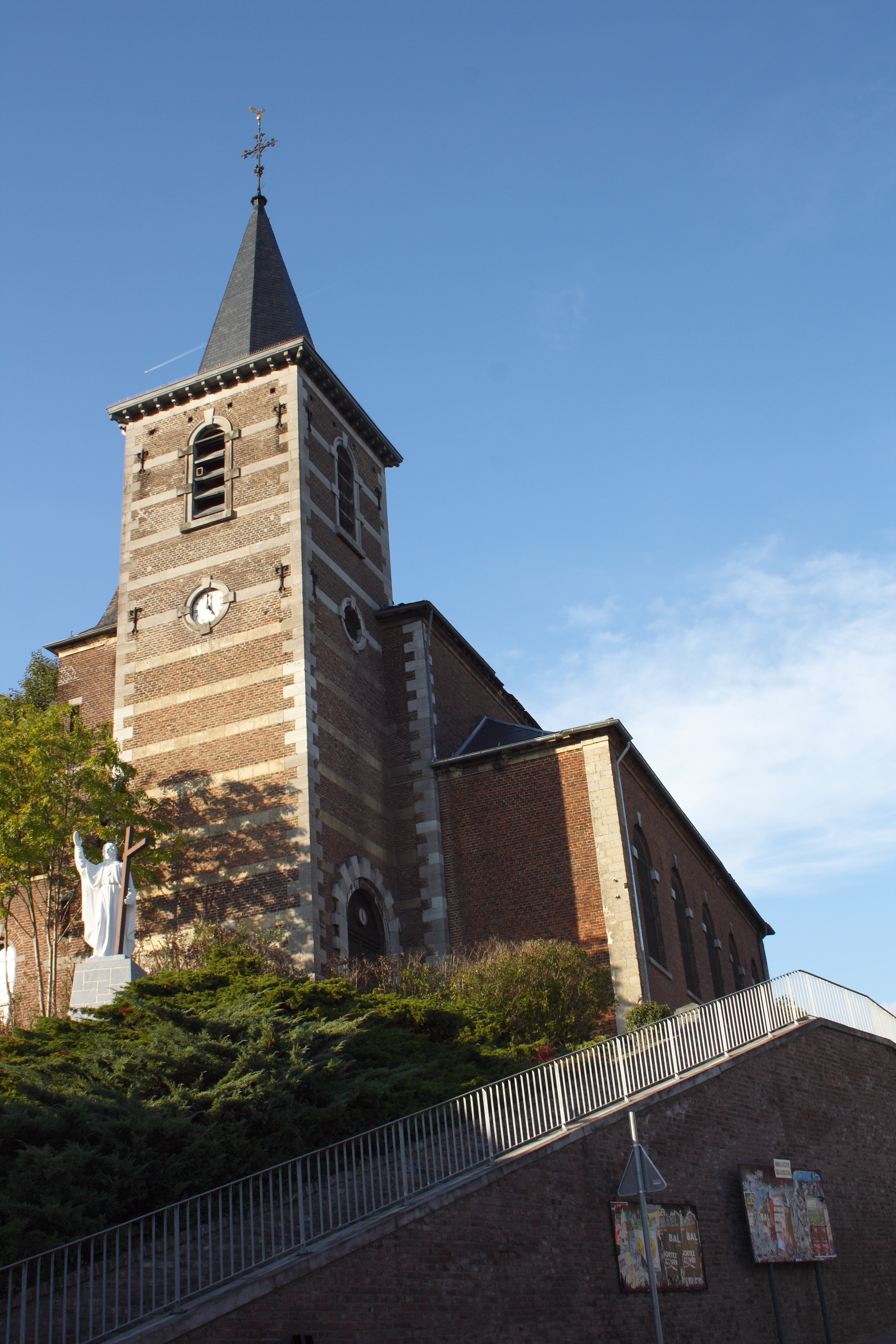
Bassenge, Kirche Saint-Pierre
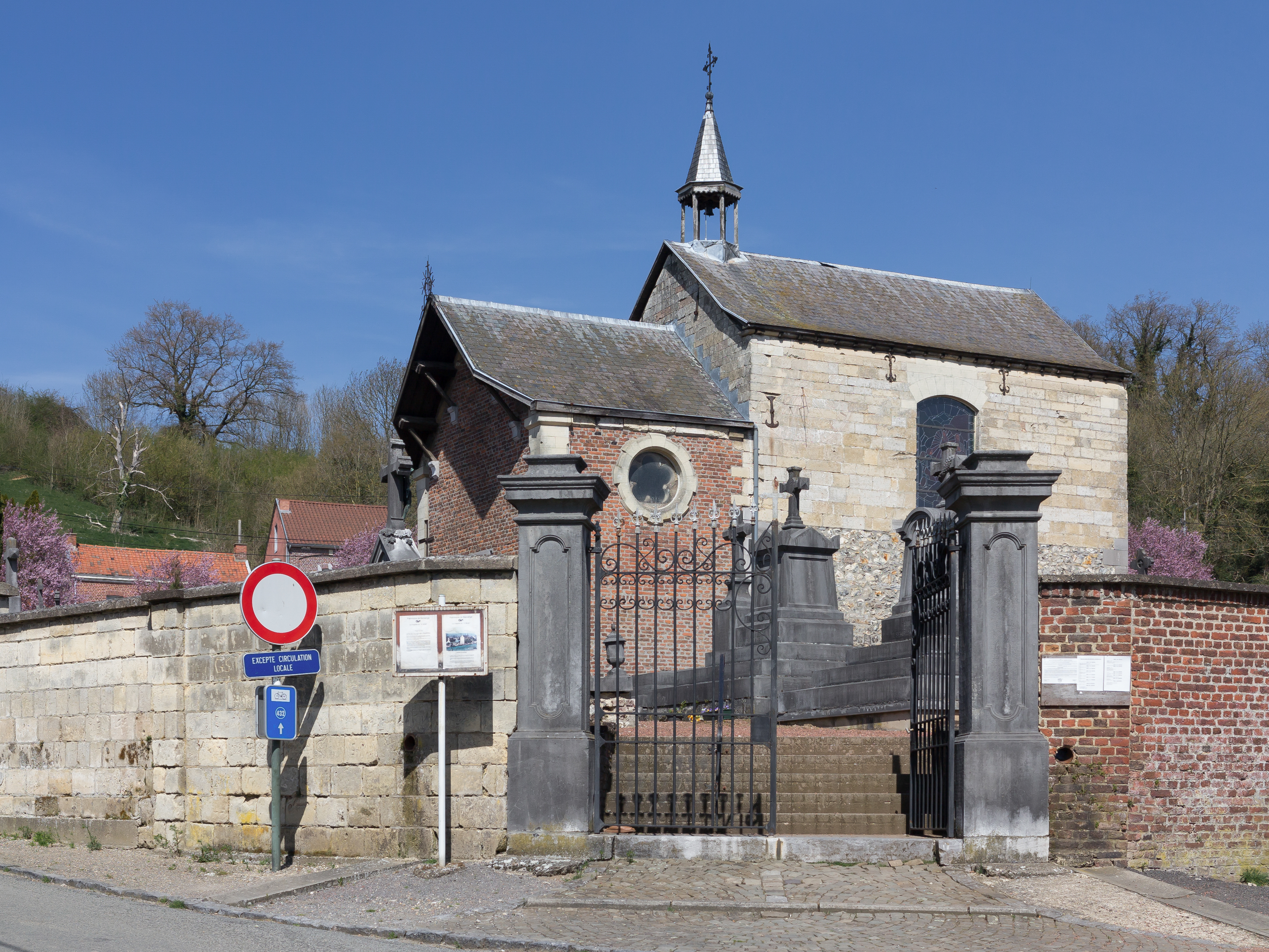
Bassenge, Kapelle: la chapelle du Vi Mosti
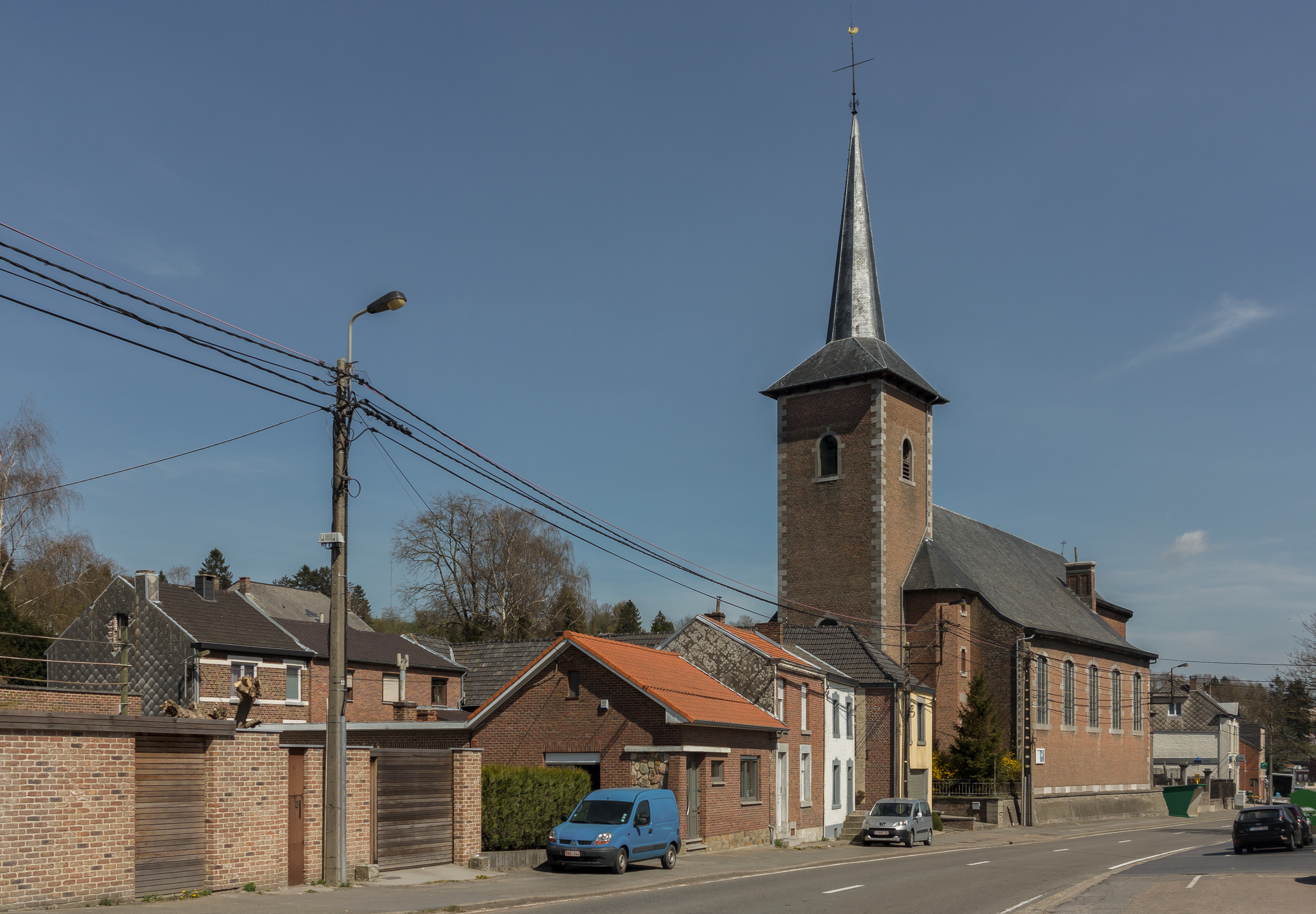
Roclenge sur Geer, Kirche: l’église Saint-Remy
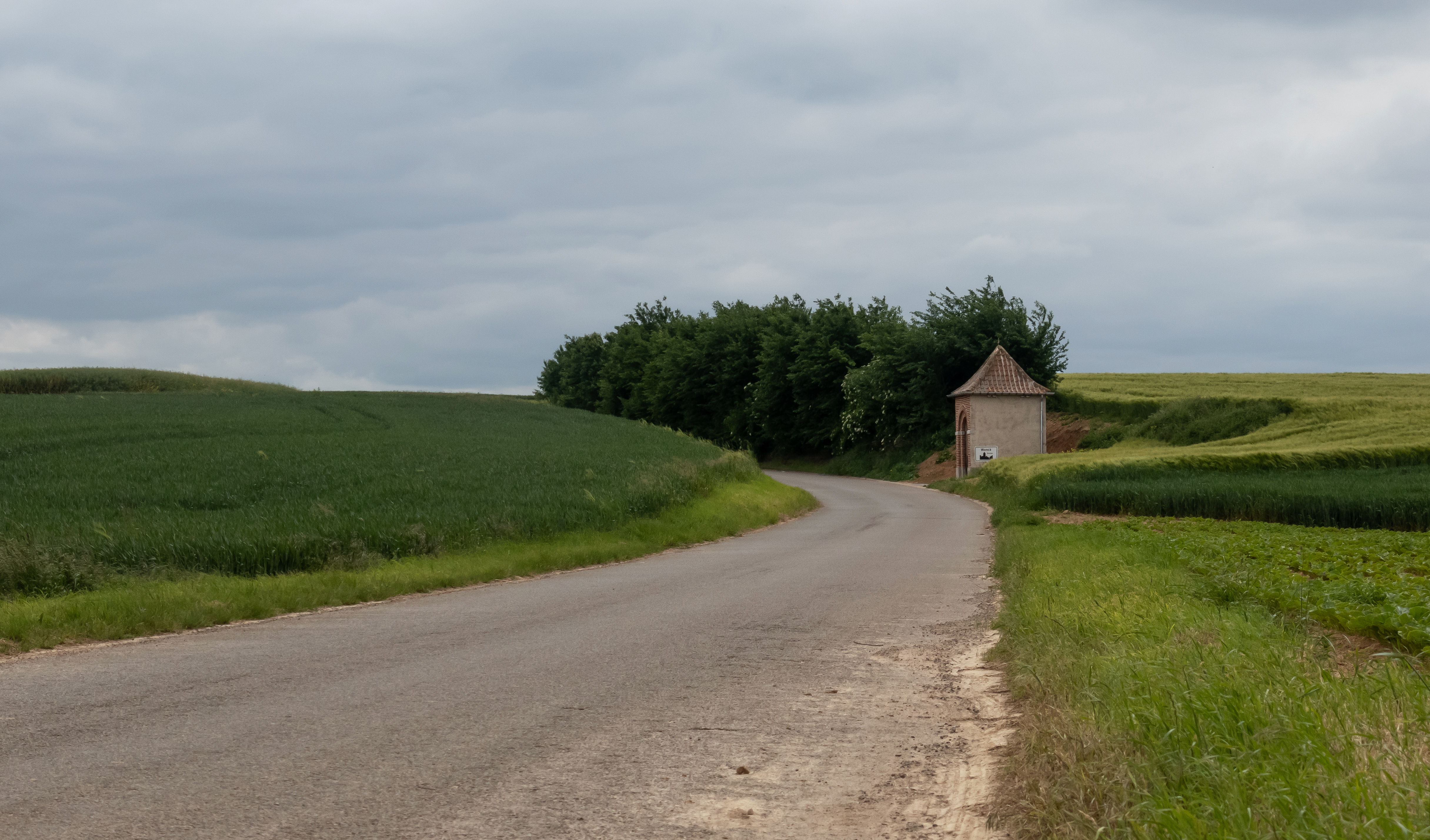
Wonck, Kapelle

## Geschichte
Bis 1962 gehörte die Bassenge zur Provinz Limburg. Die bestehende Gemeinde wurde 1977 aus der Fusion der Teilgemeinden gebildet. Im nördlichen Teil der Gemeinde, befindet sich am Ufer des Albert-Kanals das Fort Eben-Emael.

## Persönlichkeiten

### Söhne und Töchter der Gemeinde
- Fernand Herman (1932–2005), Politiker
- Conrad Detrez (1937–1985), belgisch-französischer Schriftsteller
- Grégory Habeaux (* 1982), Radrennfahrer